# Зосимов, Андриан Григорьевич
Андриан Григорьевич Зосимов (26 августа 1885, Телешовка, Алешинское сельское поселение — 26 октября 1926, Кронштадт, Ленинградская губерния) — русский матрос-революционер. Участник Первой мировой и Гражданской войны в России. Член Реввоенсовета флота Черноморского флота (1922—1923). Член Всероссийского центрального исполнительного комитета.

## Биография
Родился 26 августа 1885 года в деревне Телешовка, Ряжского уезда. Член РСДРП(б) и 1903 года. В октябре 1906 был призван на военную службу и направлен на Балтийский флот. Окончил Водолазную школу в Кронштадте, служил на учебном судне «Африка». В 1911 году был уволен в запас.
В 1914 вновь призван на флот. После Февральской революции член судового комитета линкора «Полтава», член Гельсингфорсского совета, участник Октябрьской революции. С 1918 года в Красной Армии на Восточных фронтах в Коммунистическом полку. В 1919 году служил водолазом, затем комиссар линкора «Андрей Первозванный». Участник подавления мятежа форта «Красная Горка», обороны Петрограда от войск генерала Н. Н. Юденича. С 1920 года комиссар линейного корабля «Петропавловск». В октябре 1920 года был назначен комиссаром 1-й бригады линейных кораблей Балтийского флота.1 й бригады линкоров. В 1921 году помощник коменданта Кронштадтской крепости. Во время Кронштадтского мятежа 1921 года был арестован мятежниками, освобождён Красной Армией. С 1922 года комиссар учебного отряда Черноморского флота и член РВС Черноморского флота с июня 1922 по январь 1923 года. С 1924 года начальник и комиссар учебного отряда Балтийского флота, с 1925 года командир и комиссар Главного военного порта (Кронштадт) и портов Балтийского флота. Член ВЦИК.
Умер 26 октября 1926 года в Кронштадте, похоронен в Ленинграде, в Александро-Невской лавре на Коммунистической площадке.

## Память

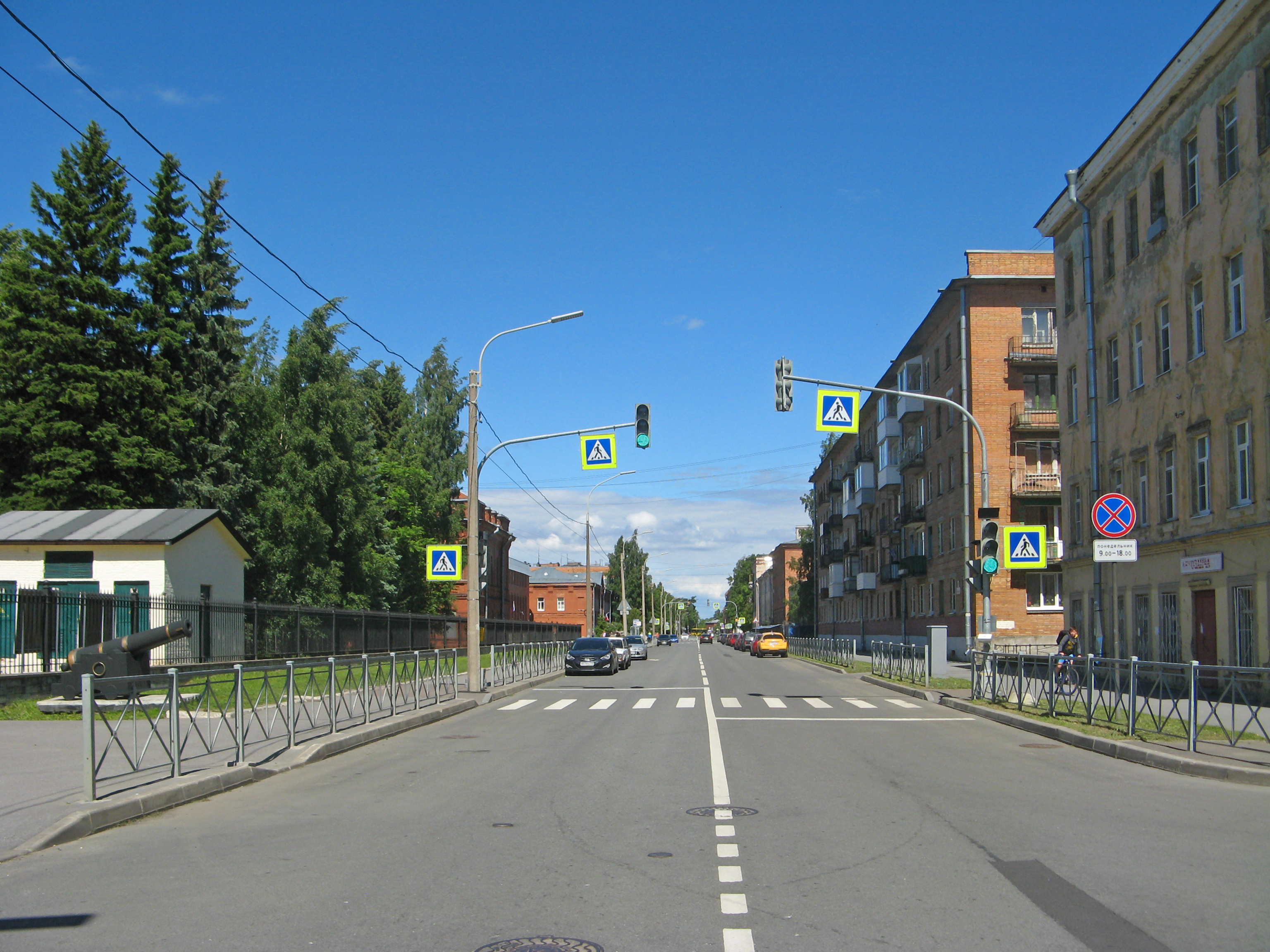
Кронштадт, улица Зосимова

На одном из домов на улице А. Зосимова (ранее улица Троцкого, ранее Александровская) на углу с Гражданской в Кронштадте была установлена мемориальная доска.
Мемориальная надпись: "Зосимов Андриан Григорьевич, 1885—1926 — моряк Балтийского флота, в 1917 году член Гельсингфорского Совета, сражался на многих фронтах Гражданской войны в Коммунистическом полку, в 1919 году — комиссар линкора «Андрей Первозванный»
Некоторое время в конце 1920-х — начале 1930-х годов деревня Телешовка называлась Зосимовка.